# Бірхану Легесе
Бірхану Легесе Гурмеса (англ. Birhanu Legese Gurmesa, нар. 11 вересня 1994) — ефіопський легкоатлет, який спеціалізується в марафонському бігу та бігу на довгі дистанції, переможець Токійського марафону.
3 березня 2019 отримав першу перемогу в кар'єрі на марафонах серії «World Marathon Majors», вигравши Токійський марафон (2:04.48).
29 вересня 2019 із результатом 2:02.48 посів друге місце на Берлінському марафоні, піднявшись у рейтингу марафонців за всі часи на третю сходинку. Переможцю в тому забігу Кененісі Бекеле (2:01.41) не вистачило двох секунд, щоб повторити світовий рекорд Еліуда Кіпчоґе, встановлений на цьому ж марафоні у 2018.
1 березня 2020 на Токійському марафоні захистив свій минулорічний титул, перемігши з найкращим результатом сезону в світі (2:04.15).